# A Rose for the Dead
A Rose for the Dead – EP-ka norweskiej grupy muzycznej Theatre of Tragedy, wydana 25 marca 1997 roku przez Massacre Records. Opublikowano na niej 3 nowe utwory, 2 remiksy utworów z albumu Velvet Darkness They Fear oraz wersję piosenki Decades zespołu Joy Division. EP to jest ostatnim wydawnictwem, na którym widać wpływy doom metalu na muzykę zespołu.

## Lista utworów
| Nr | Tytuł utworu                           | Długość |
| -- | -------------------------------------- | ------- |
| 1. | „A Rose for the Dead”                  | 5:11    |
| 2. | „Der Spiegel”                          | 5:17    |
| 3. | „As the Shadows Dance”                 | 5:28    |
| 4. | „And When He Falleth” (Remiks)         | 5:13    |
| 5. | „Black as the Devil Painteth” (Remiks) | 4:29    |
| 6. | „Decades” (utwór dodatkowy)            | 6:36    |
|    |                                        | 32:14   |